# Manu Vallejo
Manuel Javier Vallejo Galván, noto semplicemente come Manu Vallejo (Chiclana de la Frontera, 14 febbraio 1997), è un calciatore spagnolo, attaccante del Racing Ferrol.

## Caratteristiche tecniche
È un'ala molto dotata tecnicamente, abile nel dribbling e con un buon senso del gol.

## Carriera

### Club
Cresciuto nel settore giovanile del Cadice, ha esordito con i gialloblù il 13 gennaio 2016, nella partita di Coppa del Re persa per 2-0 contro il Celta Vigo. Il 24 luglio 2018 rinnova fino al 2021, e un mese più tardi viene definitivamente promosso in prima squadra. Dopo un ulteriore prolungamento di contratto e un'ottima prima parte di campionato, il 7 febbraio 2019 viene acquistato dal Valencia per 5 milioni e mezzo di euro, restando in prestito al club andaluso fino al termine della stagione.
Il 31 gennaio 2022 si trasferisce a titolo temporaneo all'Alavés.

### Nazionale
Nel 2019 viene convocato con la nazionale Under-21 spagnola per gli Europei di categoria.

## Statistiche

### Presenze e reti nei club
Statistiche aggiornate al 16 dicembre 2019.
| Stagione        | Squadra         | Campionato      | Campionato | Campionato | Coppe nazionali | Coppe nazionali | Coppe nazionali | Coppe continentali | Coppe continentali | Coppe continentali | Altre coppe | Altre coppe | Altre coppe | Totale | Totale | Totale |
| Stagione        | Squadra         | Comp            | Pres       | Reti       | Comp            | Pres            | Reti            | Comp               | Pres               | Reti               | Comp        | Pres        | Reti        | Pres   | Reti   |        |
| --------------- | --------------- | --------------- | ---------- | ---------- | --------------- | --------------- | --------------- | ------------------ | ------------------ | ------------------ | ----------- | ----------- | ----------- | ------ | ------ | ------ |
| 2015-2016       | Cadice          | SD              | -          | -          | CR              | 1               | 0               | -                  | -                  | -                  | -           | -           | -           | 1      | 0      |        |
| 2017-2018       | Cadice          | SD              | 1          | 0          | CR              | 0               | 0               | -                  | -                  | -                  | -           | -           | -           | 1      | 0      |        |
| 2018-2019       | Cadice          | SD              | 33         | 8          | CR              | 2               | 2               | -                  | -                  | -                  | -           | -           | -           | 35     | 10     |        |
| Totale Cadice   | Totale Cadice   | Totale Cadice   | 34         | 8          |                 | 3               | 2               |                    | -                  | -                  |             | -           | -           | 37     | 10     |        |
| 2019-2020       | Valencia        | PD              | 7          | 0          | CR              | 0               | 0               | UCL                | 2                  | 0                  | -           | -           | -           | 9      | 0      |        |
| Totale carriera | Totale carriera | Totale carriera | 41         | 8          |                 | 3               | 2               |                    | 2                  | 0                  |             | -           | -           | 46     | 10     |        |

### Cronologia presenze e reti in nazionale
| Cronologia completa delle presenze e delle reti in nazionale ― Spagna under 21 | Cronologia completa delle presenze e delle reti in nazionale ― Spagna under 21 | Cronologia completa delle presenze e delle reti in nazionale ― Spagna under 21 | Cronologia completa delle presenze e delle reti in nazionale ― Spagna under 21 | Cronologia completa delle presenze e delle reti in nazionale ― Spagna under 21 | Cronologia completa delle presenze e delle reti in nazionale ― Spagna under 21 | Cronologia completa delle presenze e delle reti in nazionale ― Spagna under 21 | Cronologia completa delle presenze e delle reti in nazionale ― Spagna under 21 |
| Data                                                                           | Città                                                                          | In casa                                                                        | Risultato                                                                      | Ospiti                                                                         | Competizione                                                                   | Reti                                                                           | Note                                                                           |
| ------------------------------------------------------------------------------ | ------------------------------------------------------------------------------ | ------------------------------------------------------------------------------ | ------------------------------------------------------------------------------ | ------------------------------------------------------------------------------ | ------------------------------------------------------------------------------ | ------------------------------------------------------------------------------ | ------------------------------------------------------------------------------ |
| 21-3-2019                                                                      | Granada                                                                        | Spagna under 21                                                                | 1 – 0                                                                          | Romania under 21                                                               | Amichevole                                                                     | -                                                                              | 78’                                                                            |
| 25-3-2019                                                                      | Algeciras                                                                      | Spagna under 21                                                                | 3 – 0                                                                          | Austria under 21                                                               | Amichevole                                                                     | -                                                                              | 75’                                                                            |
| 22-6-2019                                                                      | Bologna                                                                        | Spagna under 21                                                                | 5 – 0                                                                          | Polonia under 21                                                               | Europeo Under-21 2019 - 1º turno                                               | -                                                                              | 87’                                                                            |
| Totale                                                                         |                                                                                | Presenze                                                                       | 3                                                                              |                                                                                | Reti                                                                           | 0                                                                              |                                                                                |

## Palmarès

### Nazionale
- Campionato d'Europa Under-21: 1

2019